# Banco della Reson
Il Banco della Reson (oppure Banco de la Reson) era un organo di voto e di rappresentanza utilizzato durante il XVI secolo dalla Magnifica Comunità di Fiemme.

## Organo legislativo
I partecipanti erano i membri del Comun Generale il cui presidente, lo Scario, veniva eletto ogni anno. Il resto dei membri venivano chiamati Regolani ed erano i rappresentanti dei nove comuni della Valle di Fiemme e del comune di Moena e Trodena. Questa struttura legislativa e esecutiva esiste tuttora e dimostra ancora oggi la lunga tradizione di indipendenza legislativa che possedeva la valle.
Le assemblee del Comun General sono rimaste in essere fino al 1808.
Il Banco della Reson è considerato la più antica comunità rurale del Trentino che abbia saputo portare avanti nel tempo le sue libere istituzioni.
Significativo e di grande importanza è il sistema democratico utilizzato. I componenti infatti si sedevano attorno al banco  di forma circolare, ad indicare che erano uguali tra i pari e le decisioni venivano prese per amministrare con equità il territorio. 
Oggi la Magnifica Comunità di Fiemme si è trasformata in un ente economico deputato alla gestione del vasto patrimonio agricolo e forestale comunitario.
Un tempo, le assemblee del Comun Generale venivano di norma eseguite ogni primo maggio, per l'elezione dello Scario, ogni 15 agosto per celebrare la festa dell'Assunta, Patrona della Valle di Fiemme e di Cavalese e per decidere e discutere riguardo a tutte le questioni che interessavano la valle. Le riunioni ordinarie dello Scario e dei Regolani venivano svolte nella cosiddetta "Lozza" (in italiano loggia), un edificio scomparso, ma che prima della sua demolizione, era a sua volta definito Banco della Reson.
L'attuale monumento sorge su un più antico Banco, di origine longobarda.

## L'importante origine longobarda

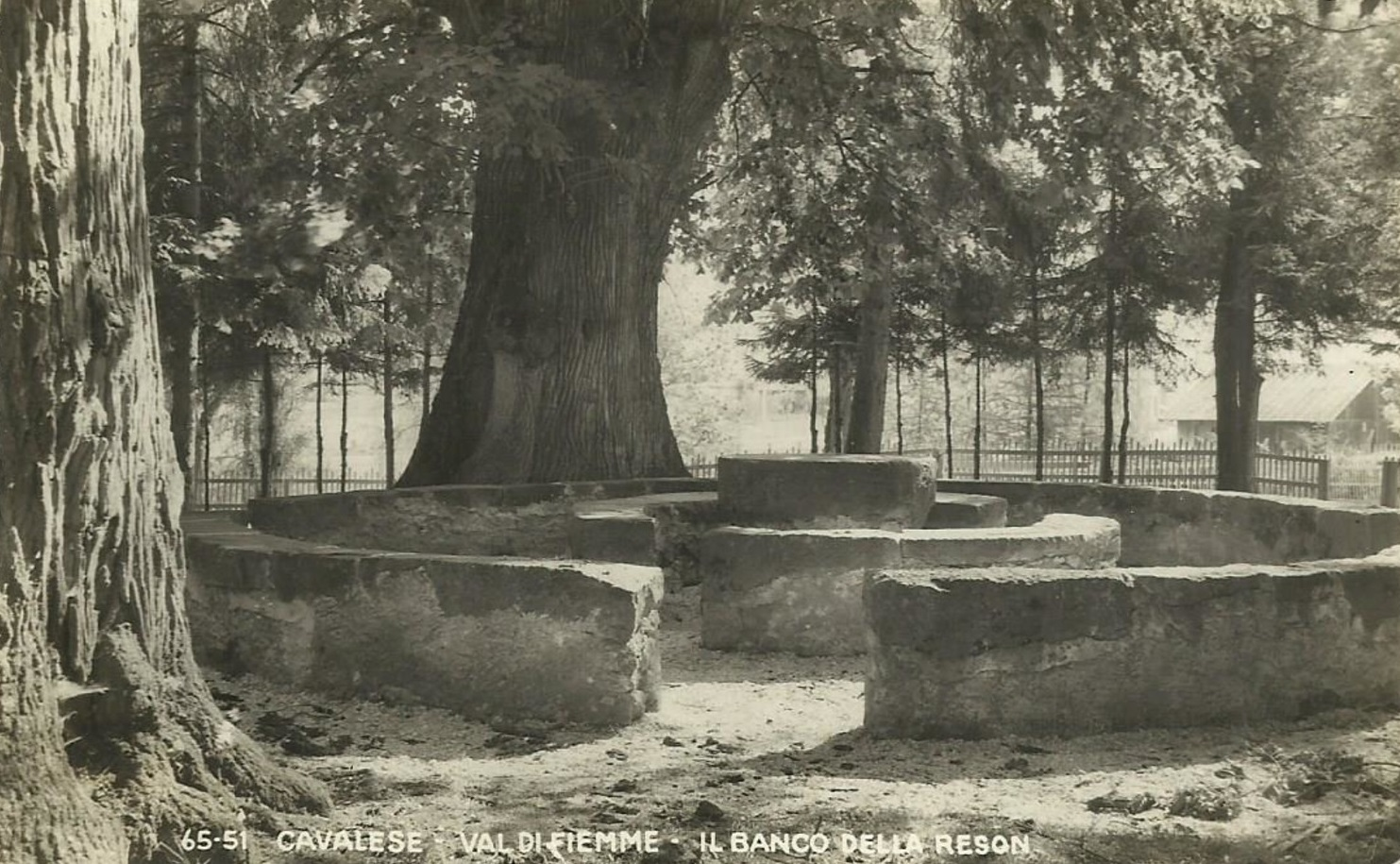
Il Banco della Reson in una foto del 1949

Secondo molti storici, data la sua particolare struttura giuridica (atipica nei territori di lingua latina) il Banco della Reson è il frutto della fusione delle  consuetudini giurisprudenziali longobarde-germaniche (importate dagli stessi Longobardi durante la loro dominazione nel territorio dell'Italia centro-settentrionale iniziata nell'anno 568 e terminata nel 774) con quelle latine.
Ad esempio, l'abitudine di pronunciare sentenze in un luogo prestabilito, segnato dalla presenza di una pietra o di un albero (che conferiva validità grazie alla sacralità particolare che possedeva) risale alle consuetudini giuridiche degli antichi germani.
Ma anche l'elezione dei cosiddetti "Saltari", messi eletti annualmente dai Regolani di Regola e dai Regolani di Comun che svolgevano compiti di salvaguardia, di pubblica sicurezza e di riscossione, è un fatto inusuale, poiché nel medioevo ogni ufficio era comunemente ereditario.
Ciò potrebbe ricondurre a una consuetudine riconducibile ai tempi dei Longobardi, che godevano di una caratteristica uguaglianza etnica e sociale.

## Monumento
Di questo antico e atipico organo di rappresentanza rimane a noi il monumento.
Esso è ubicato nel parco della Pieve a Cavalese, circondato da quattro grandi alberi plurisecolari.
Il banco ha una struttura ad anelli ed è costituito da grossi elementi di pietra (porfido).
La struttura si sviluppa in tre sezioni circolari. Il centro del monumento, di forma concentrica presenta una lieve incavatura il cui scopo era quello di contenere delle biglie, utilizzate come metodo di votazione. Le altre parti del monumento consistono in due anelli che fungevano da sedili per i membri del consiglio.

## Processi alle streghe
Le assemblee del Comun Generale furono anche sede dei sanguinosi processi alle streghe del 1505 che interessarono particolarmente la Valle. I processi condannarono 28 persone (donne), di cui 18 morirono tragicamente perché condannate alla morte sul rogo (le imputate, dopo un lungo processo venivano portare sul Doss del Rizzol e arse vive), 6 riuscirono a scappare e a evitare la condanna e le restanti 4 donne morirono a causa delle torture subite in prigione.

## Lapide

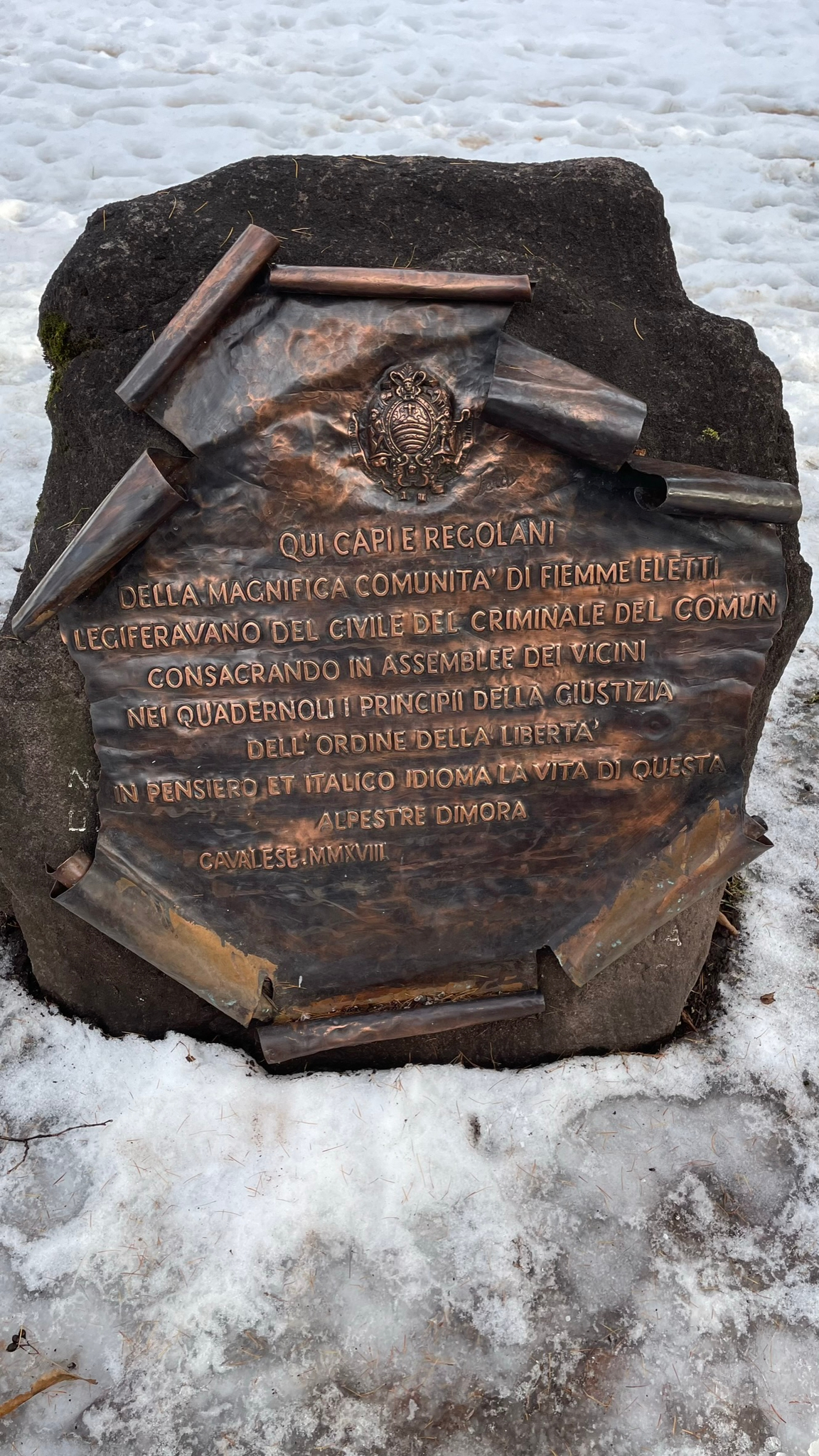
Lapide ubicata nel parco della pieve

In vicinanza del monumento giace una lapide datata 2018 che recita così:
"Qui i capi e regolani
della magnifica Comunità di Fiemme 
legiferavano del civil del criminale del comun
consacrando in assemblee dei Vicini 
nei quadernoli i pricipii della giustizia 
dell'ordine della libertà
in pensiero et italico idioma la vita di questa 
alpestre dimora"

## Folklore
Il monumento ha grande rilevanza nel folklore della valle. Ogni 6 gennaio infatti il Banco della Reson è sede della rievocazione storica dei processi alle streghe avvenute nel 1505; in cui le accusate vengono legate agli alberi che circondano il banco e processate alla morte sul rogo. La rievocazione viene svolta con grande precisione storica, utilizzando i dialoghi e costumi tipici del tempo.